# Vilma Hugonnai
Contesa Vilma Hugonnai de Szentgyörgy (n. 30 septembrie 1847, Nagytétény⁠(d), Budapesta, Ungaria – d. 25 martie 1922, Budapesta, Regatul Ungariei) a fost prima femeie medic maghiară.

## Biografie
S-a născut la 30 septembrie 1847 în Nagytétény, Ungaria (astăzi parte a Budapestei), ca al cincilea copil al contelui Kálmán Hugonnai și al soției sale, Pánczély Riza. A studiat medicina la Zurich și a obținut diploma în 1879.
Când Vilma s-a întors în Ungaria, ea nu și-a putut începe cariera ca medic, deoarece administrația maghiară a refuzat să-i recunoască calificările din cauza genului ei. A lucrat ca moașă până în 1897, când autoritățile maghiare i-au acceptat diploma și ea și-a putut începe practica medicală.
Prima femeie care a obținut diploma de medic în Ungaria a fost Sarolta Steinberger în 1900. Niciuneia dintre ele nu i s-a permis să practice fără supravegherea unui medic de sex masculin până în anul 1913.
A decedat la 25 martie 1922, la Budapesta.

## Vezi și
- Maghiari
- Listă de maghiari